# Кетрін Ґан
Кетрін Тереза Ґан (англ. Katharine Teresa Gun; нар. 1974) — перекладачка китайської мови, колишня співробітниця Центру урядового зв'язку (англ. Government Communications Headquarters, GCHQ) британського уряду. Відома через те, що у 2003 році спричинила витік інформації про спостереження за членами Ради безпеки ООН напередодні військової операції в Іраку. Лауреатка премії Сема Адамса (2004).

## Життєпис
Кетрін Ґан народилася 1974 року в Англії, у сім'ї Яна та Поли Гарвудів. У 1977 році її сім'я переїхала до Тайваню, де її батько працював викладачем університету. Її дитинство пройшло на Тайвані. Вона сама себе відносить до «дітей третьої культури». Коли їй виповнилося 16 років — повернулася в Англію, де закінчила Даремський університет, вивчала східні мови (китайську та японську).
Після закінчення університету, в рамках «JET Programme», працювала вчителем у японському місті Хіросіма.
У 1999 році Кетрін Ґан повернувся в Англію та почала працювати перекладачкою китайської мови Центру урядового зв'язку британського уряду в місті Челтнемі.

## Витік інформації
31 січня 2003 року вона прочитала копію таємної записки Агентства національної безпеки США з проханням до британської влади організувати спостереження за членами Ради безпеки ООН (Ангола, Болгарія, Камерун, Чилі, Гвінея та Пакистан) напередодні військової операції в Іраку. У цей час Велика Британія та США хотіли отримати рішення Ради Безпеки, яке б санкціонувала заплановане ними вторгнення до Іраку.
Ґан була противником війни у Іраку, тому показала текст таємної електронної записки подрузі, серед знайомих якої знайшовся журналіст, який надрукував його 2 березня 2003 року у британській газеті «Observer». Внаслідок витоку цієї інформації обидва уряди зазнали значних труднощів.

## Судове переслідування
13 листопада 2003 року вона була обвинувачена в шпигунстві згідно з законом про «Офіційні таємні акти» від 1989 року. Ґан визнала, що вона спричинила витік інформації. На захист Кетрін Ґан виступили багато правозахисників та громадських діячів, серед яких: Джессі Джексон, Даніель Еллсберґ, Денні Ґловер, Шон Пенн.
25 лютого 2004 року обвинувачення в порушенні режиму секретності проти неї було знято за недостатністю доказів. Експерти та правозахисники вважають, що уряд побоювався продовжувати її судове переслідування, оскільки міг би зіштовхнутися з багатьма труднощами, коли б він був зобов'язаний представити у суді конфіденційне юридичне обґрунтування, яке було використано для підтримки вторгнення до Іраку та що суд почне з'ясовувати методи роботи розвідки.
Кетрін Ґан втратила своє місце праці, та продовжила навчання у Бірмінгемському університеті.
У 2004 році чоловік Кетрін — Яшар Ґан, курд за походженням, був заарештований за звинуваченням у порушенні візового режиму. Проте обвинувачення відмовилося надавати докази і судове переслідування було припинене.
Нині Кетрін Ґан разом з чоловіком та дочкою мешкає в Туреччині.

## У масовій культурі
У 2019 році вийшла стрічка «Державні таємниці» режисера Ґевіна Гуда, на основі роману Томаса та Марсії Мітчеллів «Шпигун». Кіра Найтлі зіграла роль Кетрін Ґан.

## Нагороди
У 2004 році була нагороджена премією Сема Адамса.